# FNaF World
FNaF World, conosciuto anche come Five Nights at Freddy's World, è un videogioco d'avventura sviluppato da Scott Cawthon e pubblicato il 21 gennaio 2016 per Microsoft Windows; spin-off della serie videoludica Five Nights at Freddy's. Il 7 gennaio 2017 è stata annunciata una versione per iOS e Android, distribuita poi il 12 gennaio dello stesso anno.

## Trama

### Ambientazione
FnaF World avviene in un universo abitato dagli animatronici apparsi nei giochi precedenti. Il mondo è diviso in alcune aree, tra cui l’area iniziale Fazbear Hills, casa degli animatroni; tra le altre zone vi sono una zona nevosa, una foresta, un cimitero, un lago, un circo e diverse caverne, esiste inoltre una dimensione nota come “Flipside”, il codice di gioco del mondo, nella quale si può accedervi tramite glitch; questa dimensione ha più piani, andando oltre il terzo livello non è più possibile tornare indietro.

### Storia
La storia si svolge in una piccola città in cui vivono pacificamente degli animatroni (fra cui Freddy, Bonnie, Chica e Foxy e inizialmente le loro controparti di FNaF2), finché delle creature, tra cui robot, non invadono la regione, essi sono al soldo di alcuni animatroni reietti: creature robotiche che non hanno mai potuto essere protagonisti. Fredbear, alleato di Freddy, gli comunica che lui è l'unico assieme ai suoi amici e quelli che incontrerà, in primo momento controllati dai reietti, che può fermare il male. Freddy attraverserà grotte e deserti ghiacciati e boschi e altri luoghi, unendosi ad altri compagni e liberando quelli tenuti sotto controllo (quasi tutti gli animatroni degli altri giochi ed altri inediti). In seguito la storia ha molteplici finali.

## Modalità di gioco
Il videogioco, a differenza degli altri giochi della serie, non è un survival horror punta e clicca, bensì un videogioco d'avventura open world, giocabile con tutti i personaggi della serie Five Nights at Freddy's.
Nel gioco bisognerà girare per la mappa, dove si troveranno missioni e battaglie contro diversi boss, il tutto volto a riportare la pace ad un villaggio popolato dagli animatroni che è stato invaso da strane creature. In giro per la mappa è possibile incontrare nemici da sconfiggere con battaglie brevi, tipiche dei giochi RPG; inoltre ci sarà una certa probabilità che uno dei personaggi sbloccabili attacchi improvvisamente il giocatore, se sconfitto potrà essere utilizzato dal giocatore.
Ogni personaggio avrà a disposizione tre mosse che si differenziano in determinati colori (rosso, arancione, arancione chiaro, rosa,  giallo, bianco, verde, viola e grigio) in base a ciò che fanno o cosa usano; inoltre nel gioco potranno essere trovati e usati dei potenziamenti nominati "Chips", potenziamenti per subire meno danno, arrecarne di più o per articolari abilità; si potranno in aggiunta ottenere piccoli aiutanti chiamati "Bytes" che aiutano durante le battaglie, acquistabili man mano che si avanza nel gioco. Infine vi sono diversi minigiochi, ognuno con i suoi comandi e regole.
Compiendo determinati obiettivi come sbloccare tutti i personaggi o arrivando ad uno dei molti finali, si sbloccherà un trofeo argentato nel menu principale (corrispondono alle stelle degli altri capitoli della serie); in totale vi sono 9 trofei.

## Personaggi
I personaggi giocabili sono gli stessi della saga apparsi nei precedenti capitoli (anche i personaggi segreti) ma con leggere modifiche per farli apparire più dolci e carini. Sono presenti anche personaggi appartenenti ad altri giochi di Scott Cawthon come Chipper e Coffee, insieme a personaggi inediti come Funtime Foxy ed Endoplush; in seguito furono aggiunti altri personaggi con la versione 1.2 come ad esempio Purpleguy ed Animdude; tuttavia alcuni personaggi dei precedenti giochi della serie come Nightmare Mangle non sono stati inclusi.
Ogni personaggio giocabile ha una schermata di caricamento ed una scritta legata ad esso e la maggior parte di loro si troverà casualmente in specifiche zone del gioco.
Alcuni nemici comuni del gioco sono spesso personaggi provenienti da giochi passati di Scott Cawthon o varianti di essi, per esempio esistono animatroni uguali a quelli giocabili ma con colorazioni diverse. I boss sono sempre di dimensione enormi e con molta vita, alcuni di essi si possono incontrare più volte ed esistono boss diversi seppur identici per aspetto a qualcuno incontrato in precedenza ma con più attacchi e potenza.

## Sviluppo
Inizialmente FNaF World  era previsto per uscire a febbraio ma in seguito venne anticipato a gennaio; originariamente era stato creato con un motore grafico a 8-bit simile a quello di un titolo per sale giochi degli anni novanta, ma più in avanti si scoprì che le copie del gioco distribuite erano uno scherzo ideato da Cawthon. Il gioco vero e proprio inizialmente aveva una grafica a 8-bit, il primo aggiornamento conteneva una grafica in 3D, nuovi boss e altre modifiche. Il secondo aggiornamento aggiunse nuove aree, personaggi e storia. La versione definitiva si presenta in terza persona, all'inizio si sceglie la propria squadra di animatroni e poi si inizia l'avventura.
Cawthon scelse di ritirare il gioco, di completarlo e riportarlo con i due aggiornamenti e anche di sviluppare un fantomatico terzo aggiornamento che in seguito venne annullato; il gioco venne poi caricato gratuitamente su Gamejolt.

### Versione mobile
La versione per dispositivi iOS e Android è uguale a quella per PC a parte la riduzione del tempo delle animazioni dei personaggi ed la maggior parte dei dialoghi che sono stati sostituiti con altri che parodiano FNaF World e l'intera serie, eliminandone la trama e sostituendola con messaggi e frasi senza senso.

## Accoglienza
Il gioco ricevette diverse critiche positive ma anche diverse critiche negative; tuttavia lo sviluppatore insoddisfatto dalla sua creazione e dai risultati decise, di ritirare il gioco da Steam e altri siti offrendo un rimborso a chiunque lo avesse voluto. In seguito, ripubblicò il gioco su Game Jolt gratuitamente.